# Восточный фронт РККА
Восточный фронт Рабоче-крестьянской Красной армии — оперативно-стратегическое объединение советских войск во время гражданской войны 1918—1922. Сформирован на восточном направлении 13 июня 1918 года постановлением СНК. Расформирован 15 января 1920 года.

## Состав
В состав Восточного фронта входили:
- Управление (штаб);
- 1-я армия (июнь 1918 — август 1919);
- 2-я армия (июнь 1918 — июль 1919);
- 3-я армия, (июль 1918 — январь 1920);
- 4-я армия (июнь 1918 — август 1919);
- 5-я армия, (август 1918 — март 1920);
- Туркестанская армия, (март — июнь 1919);
- Запасная Армия Республики, (август 1919 — январь 1920);
- Волжская военная флотилия (июнь 1918 — июль 1919).

После восстания Чехословацкого корпуса и последующих за ним массовых антисоветских выступлений в Поволжье постановлением Совнаркома РСФСР от 13 июня 1918 года был образован Реввоенсовет фронта. Восточный фронт стал первым фронтовым образованием Красной Армии, на остальных стратегических направлениях продолжали действовать участки завесы (в которую Л. Д. Троцкий и М. Д. Бонч-Бруевич в июне-июле 1918 года пытались переформировать и Восточный фронт).
Приказом войскам Восточного фронта № 238, от 29 апреля 1919 г., в период наступления Восточного фронта Русской армии, были созданы Вятский, Казанский (впоследствии Сарапульский, Челябинский, Кокчетавский, Акмолинский), Симбирский (впоследствии Уфимский, Троицкий), Самарский и Саратовский УРы. С продвижением частей Красной армии на восток были созданы Оренбургский (июнь 1919 г.), Стерлитамакский (впоследствии Верхнеуральский, Звериноголовский), Пензенский (июль 1919 г.), Екатеринбургский и Уральский (август 1919 г.) УРы.
После овладения Сибирью УРы были расформированы, на территории бывших казачьих войск (Акмолинский, Актюбинский, Оренбургский, Троицкий, Уральский) УРы сохранялись до начала 1921 г.

## Боевые действия
Армии Восточного фронта РККА участвовали в боевых действиях в Среднем Поволжье, Прикамье и на Урале против Чехословацкого корпуса, Народной армии КОМУЧа, Сибирской армии, армий Восточного фронта Русской армии. С лета 1918 по осень 1919 года (до наступления армий А. И. Деникина на Москву) Восточный фронт считался главным фронтом Советской республики. К августу 1918 года удалось стабилизировать оборону, последним крупным успехов белых войск стало Взятие Казани Народной армией Комуча 7 августа 1918 года. Была предпринята попытка перейти в наступление (Августовское наступление Восточного фронта, окончившаяся неудачей, но окончательно сковавшая белые войска. Осенью 1918 года красные армии Восточного фронта перешли в общее наступление, проведя серию наступательных операций (Казанская, Симбирская, Сызрань-Самарская, Ижевско-Воткинская), перехватив стратегическую инициативу. Следствием поражений на фронте стала дезорганизация Народной армии КОМУЧа, попытка создания Временного Всероссийского правительства, ноябрьской переворот и приход к власти А. В. Колчака.
После спешной реорганизации белой армии Колчаком в ноябре 1918 — январе 1919 года Восточный фронт вёл ожесточённые сражения с белыми в районе Перми с переменным успехом. В марте-апреле 1919 года Колчак провёл Весеннее наступление Русской армии, нанеся войскам Восточного фронта жестокое поражение и отбросив их на дальние подступы к Волге.
Однако в последних числах апреля 1919 года войска Восточного фронта вновь перехватили инициативу, начав без оперативной паузы Контрнаступление Восточного фронта. В ходе Бугурусланской, Белебейской, Сарапуло-Воткинской и Уфимской операций были разбиты лучшие колчаковские части, их остатки оказались отброшены в предгорья Урала. Развивая успех, войска Восточного фронта преодолели Урал и двинулись по Сибири на Восток, проводя одну за другой Пермскую, Златоустовскую, Екатеринбургскую, Челябинскую, Тобольскую, Петропавловскую, Омскую, Новониколаевскую, Красноярскую операции. Когда армия А. В. Колчака после падения Красноярска как организованная сила прекратила своё существование, Директивой Главного командования от 6 января 1920 года управление Восточного фронта было расформировано. Основная часть его войск к тому времени была переброшена на борьбу против армий А. И. Деникина, а окончательную ликвидацию белого движения в Сибири и Забайкалье возложили на 5-ю армию.

## Командный состав
Командующие:
- М. А. Муравьёв (13 июня — 10 июля 1918, поднял Мятеж),
- И. И. Вацетис (11 июля — 28 сентября 1918),

Мемориальная доска на здании, где размещался штаб Восточного фронта (Ульяновск).

- Мемориальная доска на здании, где размещался штаб Восточного фронта (Ульяновск).С. С. Каменев (28 сент. 1918 — 5 мая 1919, 29 мая — 7 июля 1919),
- А. А. Самойло (5 — 29 мая 1919),
- П. П. Лебедев (врид, 8 — 19 июля 1919),

Мемориальная доска на здании Дома Н. Я. Шатрова, где размещался в 1919 г. штаб Восточного фронта (Ульяновск).

- Мемориальная доска на здании Дома Н. Я. Шатрова, где размещался в 1919 г. штаб Восточного фронта (Ульяновск).М. В. Фрунзе (19 июля — 15 августа 1919),
- В. А. Ольдерогге — (15 августа 1919 — 15 января 1920).

Члены РВС:
- Г. И. Благонравов (13 июня — 21 июля 1918),
- П. А. Кобозев (13 июня — 25 сентября 1918),
- К. А. Мехоношин (13 июня — 19 августа 1918),
- К. Х. Данишевский (11 июля — 7 октября 1918),
- И. Н. Смирнов (28 августа 1918 — 1 апреля 1919),
- А. П. Розенгольц (28 августа — 6 декабря 1918),
- И. Т. Смилга (28 октября 1918 — 3 апреля 1919),
- В. И. Соловьёв (17 ноября — 2 декабря 1918),
- С. И. Гусев (10 декабря 1918 — 15 июня 1919),
- М. М. Лашевич (23 марта — 16 августа 1919),
- К. К. Юренев (16 апреля — 14 августа 1919),
- Ш. 3. Элиава (4 — 15 августа 1919),
- К. Г. Максимов (5 августа 1919 — 15 января 1920),
- Б. П. Позерн (4 августа 1919 — 15 января 1920),
- Н. И. Муралов (19 августа — 8 сентября 1919),
- П. К. Штернберг (4 октября 1919 — 3 января 1920).

Начальники штаба:
- Н. В. Соллогуб (26 июня — 10 июля 1918),
- В. Ф. Тарасов (врид, 10 — 23 июля 1918),
- П. М. Майгур (23 июля — 27 сентября 1918),
- А. К. Коленковский (28 сентября 1918 — 3 апреля 1919),
- В. Е. Гарф (врид, 3 апреля — 2 мая 1919, 9 июля 1919 — 15 января 1920),
- П. П. Лебедев (2 мая — 8 июля 1919).